# Ephesia connexa
Ephesia connexa là một loài bướm đêm trong họ Noctuidae.